# 南特站
南特站是法国的一个铁路车站，位于法國西部城市，大西洋卢瓦尔省的省会南特。

## 地理位置
南特站位于法国西部，是法国重要的铁路枢纽之一，有6个不同方向的铁路在此交汇。
南特站位于南特市区内略偏东一点的地方，呈东西走向，正门开口朝北。南特有轨电车1号线经过南特站。

## 历史
南特站建成于1849年，最初的名称叫“南特-奥尔良站”（Gare de Nantes-Orléans），因为该站当时是由法国巴黎-奥尔良铁路公司管理的。
1937年，该站收归SNCF所有。
二战后，南特市政府开始着手对南特站进行重新规划改造。1968年，新的南特站投入使用。
1972年，“南特-奥尔良站”正式更名“南特站”。
1993年，南特站南广场建成运营，附近配套有长途汽车站和大型停车场。

## 本站可直达的城市
| 南特站出发可直达的城市 | |

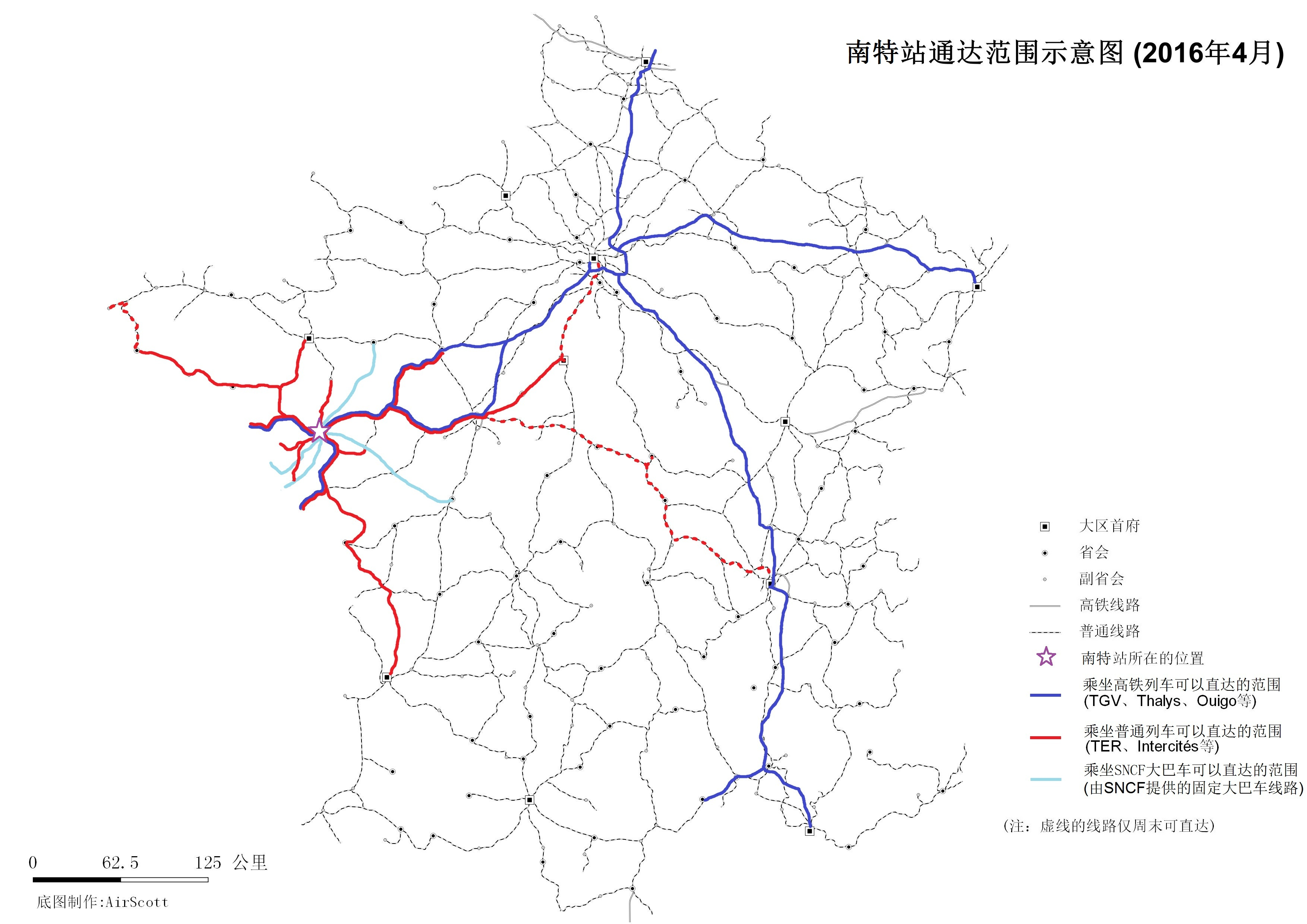
南特站通达范围示意图 (2016年4月)

| - 为方便阅读，可到达的城市按照城市法语名的首字母顺序排序。 - 粗体字为法国省会城市，斜体字的城市仅周末或特定时段才能直达。 - 中文名称非官方正式翻译，仅供参考。 | |
| 目的地所在大区 | 可以直达的目的地 |
| 法兰西岛 | 戴高乐机场、马恩拉瓦莱、马西、巴黎 |
| 阿尔萨斯-香槟-阿登-洛林 | 香槟-阿登TGV站（靠近兰斯）、洛林TGV站、斯特拉斯堡 |
| 阿基坦-利穆赞-普瓦图-夏朗特 | 波尔多、容扎克、拉罗谢尔、罗什福尔、桑特 |
| 勃艮第-弗朗什-孔泰 | 讷韦尔、桑凯兹-莫斯 |
| 布列塔尼 | 欧赖、布雷斯特、布吕兹、沙托兰、吉尚、埃讷邦、朗代诺、洛里昂、梅萨克、凯斯唐贝尔、坎佩尔、坎佩莱、勒东、雷恩、罗斯波尔当、瓦讷 |
| 中央-卢瓦尔河谷 | 昂布瓦斯、博让西、布卢瓦、布尔日、桑马尔拉皮勒、朗热、奥尔良、圣皮埃尔德科尔、图尔、维耶尔宗 |
| 朗格多克-鲁西永-南部-比利牛斯 | 蒙彼利埃、尼姆 |
| 北部-加来海峡-皮卡第 | 里尔、上皮卡第TGV站、图尔宽 |
| 卢瓦尔河地区 | 阿巴雷、昂斯尼、昂热、滨海巴、维河畔贝尔维尔、布艾、雷地区新堡、布赛、沙朗、卢瓦尔河畔尚托塞、沙托布里扬、绍莱、卢瓦尔河畔舒泽、克利松、科尔德迈、库埃龙、屈冈、栋日、德雷费阿克、戈尔日、盖姆内庞福、安格朗德、伊塞、拉博勒-埃斯库布拉克、雷地区拉贝尔讷里、埃德尔河畔拉沙佩勒、拉艾富阿西耶尔、莱贝热芒、拉梅尼特雷、拉莫特阿沙尔、拉波索尼耶尔、永河畔拉罗什、萨尔特河畔拉叙兹、勒塞利耶、勒克鲁瓦西克、勒芒、勒帕莱、勒普利冈、雷地区莱穆捷、莱萨布勒多洛讷、吕松、马什库勒、卢瓦尔河畔莫沃、蒙泰居、布列塔尼地区蒙图瓦尔、萨尔特河畔莫拉讷、埃德尔河畔诺尔、萨尔特河畔努瓦延、滨海奥洛讷、乌东、蓬沙托、波尔尼克、波尔尼谢、圣佩尔港、勒泽、萨尔特河畔萨布莱、圣艾蒂安德蒙吕克、圣日尔达-德布瓦、圣吉勒-克鲁瓦德维、圣埃尔布兰、圣伊莱尔德沙莱翁、圣伊莱尔德里耶、圣纳泽尔、卢瓦尔河畔圣塞巴斯蒂安、圣帕扎娜、索米尔、萨沃奈、萨沃尼耶尔、塞韦拉克、埃德尔河畔叙塞、卢瓦尔河畔图阿雷、蒂耶尔塞、托尔富、瓦拉德、韦尔图 |
| 普罗旺斯-阿尔卑斯-蓝色海岸 | 普罗旺斯地区艾克斯、阿维尼翁、马赛 |
| 奥弗涅-罗讷-阿尔卑斯 | 里昂、穆兰、罗阿讷、圣日耳曼德福塞、瓦朗斯 |
| 1. 2. | |

## 停靠线路
以下列车线路停靠南特站：
| 南特站列车线路表（长途线路） |                     |                              |                  |                 |
| 线路                         | 车种                | 上一站                       | 下一站           | 大致运行频率    |
| 巴黎—南特                    | TGV                 | 巴黎蒙帕纳斯/昂热/昂斯尼     | （终点）         | 每天10趟左右    |
| 巴黎—圣纳泽尔/勒夸西克       | TGV                 | 巴黎蒙帕纳斯/昂热            | 圣纳泽尔         | 每天4趟左右     |
| 巴黎—拉罗什/莱萨布勒         | TGV                 | 巴黎蒙帕纳斯/昂热            | 永河畔拉罗什     | 每天2趟左右     |
| 里尔—南特                    | TGV                 | 昂热                         | （终点）         | 每天2趟左右     |
| 里尔—勒夸西克                | TGV                 | 昂热                         | 圣纳泽尔         | [ 註 2 ]        |
| 斯特拉斯堡—南特              | TGV                 | 昂热                         | （终点）         | 每天1趟         |
| 马赛—南特                    | TGV                 | 昂热                         | （终点）         | 每天2~4趟       |
| 蒙彼利埃—南特                | TGV                 | 昂热                         | （终点）         | 每天1趟         |
| 图尔宽—南特                  | Ouigo               | 昂热                         | （终点）         | 每天1趟         |
| 里昂—南特                    | Ouigo               | 昂热                         | （终点）         | 每周1趟         |
| 南特—波尔多                  | INTERCITÉS          | （起点）                     | 克利松           | 每天3趟左右     |
| 里昂佩拉什/帕尔迪厄—南特     | INTERCITÉS          | 昂热                         | （终点）         | 每周2趟左右     |
| 南特→图尔                    | INTERCITÉS          | （起点）                     | 昂斯尼           | 每天1趟（单向） |
| 巴黎—南特                    | INTERCITÉS 100% éco | 昂热                         | （终点）         | 每周3趟左右     |
| 奥尔良—南特                  | Interloire          | 昂斯尼                       | （终点）         | 每天2趟左右     |
| 奥尔良—圣纳泽尔              | Interloire          | 昂斯尼                       | 圣纳泽尔         | 每天1趟         |
| 奥尔良—勒夸西克              | Interloire          | 昂斯尼                       | 萨沃奈/圣纳泽尔  | 每周2趟         |
| 图尔→勒夸西克                | TER                 | 昂斯尼                       | 萨沃奈/雷恩      | 每天1趟（单向） |
| 图尔/昂热→雷恩               | TER                 | 昂斯尼/卢瓦尔河畔图瓦雷      | 萨沃奈/雷恩      | 每天1趟         |
| 南特—圣纳泽尔/勒夸西克       | TER                 | （起点）                     | 尚特奈/萨沃奈    | 每天5~15趟      |
| 南特—勒东/坎佩尔             | TER                 | （起点）                     | 尚特奈/萨沃奈    | 每天4~9趟       |
| 南特—布雷斯特                | TER                 | （起点）                     | 勒东             | 每周2趟左右     |
| 南特—雷恩                    | TER                 | （起点）                     | 萨沃奈/勒东/雷恩 | 每天7趟左右     |
| 图尔—南特                    | TER                 | 昂斯尼/卢瓦尔河畔图瓦雷      | （终点）         | 每天3趟左右     |
| 勒芒—南特                    | TER                 | 昂热/昂斯尼/卢瓦尔河畔图瓦雷 | （终点）         | 每天6趟左右     |
| 索米尔/昂热—南特             | TER                 | 昂斯尼/莫沃/卢瓦尔河畔图瓦雷 | （终点）         | 每天5趟左右     |
| 昂斯尼—南特                  | TER                 | 卢瓦尔河畔图瓦雷             | （终点）         | 每天3趟         |
| 南特—绍莱                    | TER                 | （起点）                     | 克利松           | 每天2~4趟       |
| 南特—拉罗什/莱萨布勒         | TER                 | （起点）                     | 克利松           | 每天9趟左右     |
| 南特—吕松/拉罗谢尔           | TER                 | （起点）                     | 克利松           | 每天1趟         |
| 南特—圣吉勒-克鲁瓦德维       | TER                 | （起点）                     | 卢梭桥           | 每天4~6趟       |
| 南特—波尔尼克                | TER                 | （起点）                     | 卢梭桥           | 每天4~9趟       |
| 南特—圣帕扎讷                | TER                 | （起点）                     | 卢梭桥           | 每天1趟         |
| 1. 2. 3. 4. 5. 6.            |                     |                              |                  |                 |

| 南特站列车线路表（区域线路） |          |            |                     |                                |
| 起点                         | 上一站   | 线路       | 下一站              | 终点                           |
| （起点）                     | （起点） | TRAM-TRAIN | 阿吕谢尔-巴蒂尼奥勒 | 苏塞/埃德尔河畔诺尔/沙托布里扬 |
| （起点）                     | （起点） | TRAM-TRAIN | 圣塞巴斯蒂安-不悦   | 克利松                         |

## 配套交通

### 长途客运线路
| 停靠南特的大巴车  |                             | |
| 上下车地点        | 运营单位                    | 主要目的地 |
| 南特站南广场      | SNCF                        | 拉瓦勒、普瓦捷、布雷叙尔、圣让德蒙、努瓦尔穆捷昂利勒、瑟格雷、圣吉勒-克鲁瓦德维、波尔尼克 （当某条铁路线施工或罢工时，SNCF可能也会提供途径该线路沿途站点的大巴车） |
| 南特站南广场      | 大西洋卢瓦尔省城际客运 Lila | 雷恩、埃里克、诺宰、特雷利耶尔、代尔瓦勒、奥尔沃、萨沃奈、布列塔尼地区勒唐普勒、勒穆耶、马尔维尔、皮瑟勒、圣马尔拉雅耶、蓬圣马丹、圣马尔迪代塞尔、孔克勒伊、泰耶、里亚耶、格朗尚德方丹、穆泽伊、帕讷塞、特雷利耶尔、盖姆内庞福、布埃、布列塔尼地区维尼厄、科尔德迈、皮耶里克、拉格里戈奈、韦镇、勒比尼翁、泰博堡、栋河畔马尔萨克、卡尔克富、利涅、穆泽伊、帕讷塞、勒泽、勒加夫尔、莱索里尼耶尔、索特龙、布列塔尼地区维尼厄 |
| Pirmil            | 大西洋卢瓦尔省城际客运 Lila | 圣米歇尔谢夫谢夫、圣莱热莱维涅、绍韦、波尔尼克、滨海拉普兰、圣布雷万莱潘、勒泽、潘伯夫、弗罗赛、圣维欧、维镇、布兰、雷地区谢、鲁昂斯、雷地区圣佩尔、雷地区阿尔通、谢梅雷、雷地区阿尔通、谢梅雷、雷地区莱穆捷、热蒂涅、曼恩河畔艾格尔弗耶、克利松、穆济永、下古莱讷、拉沙佩勒厄兰、拉勒格里皮耶尔、韦尔图、上古莱讷、瓦莱特、塞夫尔河畔迈东、泰博堡、维埃耶维涅、莱索里尼耶尔、勒比尼翁、热内通、勒比尼翁、蒙贝尔、圣菲尔贝德格朗略、蓬圣马丹、拉舍夫罗利耶尔、拉利穆济尼耶尔、圣菲尔贝德格朗略、圣科隆邦、图瓦、洛涅河畔科尔库埃、莱热 |
| Bd de Toulon      | 大西洋卢瓦尔省城际客运 Lila | 拉沙佩勒巴斯梅尔、圣于连德孔塞勒、勒洛鲁博特罗 |
| 南特汽车站        | Eurolines                   | 巴约讷、卡尔卡松（可联程中转前往欧洲各地） |
| 南特汽车站        | Isilines                    | 巴黎、图尔、布尔日、克莱蒙费朗、里昂、格勒诺布尔、瓦讷、洛里昂、坎佩尔、布雷斯特、雷恩、卡昂、鲁昂、亚眠、里尔、拉罗谢尔、罗什福尔、波尔多、阿让、图卢兹 |
| Haluchère         | Flixbus                     | 图尔、布尔日、克莱蒙费朗、里昂、格勒诺布尔、巴黎、瓦讷、洛里昂、坎佩尔、布雷斯特、雷恩、圣马洛、阿夫朗什、卡昂、鲁昂、亚眠、里尔、拉罗谢尔、波尔多、帕尔特奈、普瓦捷、利摩日、布里夫拉盖亚尔德、图卢兹、阿维尼翁、艾克斯、马赛、土伦 |
| Haluchère         | Megabus                     | 雷恩、勒芒、巴黎 |
| Haluchère         | Ouibus                      | 布雷斯特、朗代尔诺、坎佩尔、洛里昂、瓦讷、雷恩、拉罗谢尔、波尔多、勒芒、巴黎 |
| Haluchère         | Starshipper                 | 勒芒、雷恩、布雷斯特、坎佩尔、洛里昂、瓦讷、拉罗谢尔、波尔多 |
| 1. 2. 3. 4. 5. 6. |                             | |

### 市内交通

#### 公共交通线路
| 南特站附近的市内公共交通线路 |                      |                                |
| 公交车站名称                 | 位置                 | 停靠线路                       |
| Gare SNCF                    | 南特站正门           | 南特有轨电车1号线、公交12路    |
| Gare SNCF Sud                | 南特站南广场（后门） | 公交C3路、C5路、南特公交机场线 |

#### 通勤线路
持有南特公共交通公司（Tan）的交通卡的乘客，可以在南特站内乘坐任意一趟大区列车（TER）或轻轨列车（Tram-train），前往大南特城市圈范围内其它火车站。
| 南特城市圈范围内的其它火车站 |                                         |
| 火车站                       | 法语名称                                |
| 巴比涅尔站                   | Gare de Babinière                       |
| 下安德尔-圣埃尔布兰站        | Gare de Basse-Indre-Saint-Herblain      |
| 布埃伊站                     | Gare de Bouaye                          |
| 尚特奈站                     | Gare de Chantenay                       |
| 库埃龙站                     | Gare de Couëron                         |
| 埃德尔-阿克蒂沃站            | Gare d'Erdre-Active                     |
| 阿吕谢尔-巴蒂尼奥勒站        | Gare d'Haluchère-Batignolles            |
| 埃德尔河畔拉沙佩勒-欧奈站    | Gare de La Chapelle-sur-Erdre-Aulnay    |
| 埃德尔河畔拉沙佩勒-中心站    | Gare de La Chapelle-sur-Erdre-Centre    |
| 卢瓦尔河畔莫沃站             | Gare de Mauves-sur-Loire                |
| 卢梭桥站                     | Gare de Rezé - Pont-Rousseau            |
| 圣塞巴斯蒂安-圆梣站          | Gare de Saint-Sébastien -Frêne Rond     |
| 圣塞巴斯蒂安-不悦站          | Gare de Saint-Sébastien - Pas Enchantés |
| 图瓦雷站                     | Gare de Thouaré                         |
| 韦尔图站                     | Gare de Vertou                          |

## 临近车站
| 南特站（Gare de Nantes）       |                      |                                                                            |
| 上行车站                       | 线路                 | 下行车站                                                                   |
| 图瓦雷站                       | 图尔－圣纳泽尔铁路   | 尚特奈站                                                                   |
| （起点）                       | 南特－桑特铁路       | ↗（正线）→圣塞巴斯蒂安-不悦站 ↘（联络线）→卢梭桥站（南特－拉罗什地方铁路） |
| （起点）                       | 南特－沙托布里扬铁路 | 阿吕谢尔-巴蒂尼奥勒站                                                      |
| - 本表仅显示运营中的线路及车站 |                      |                                                                            |